# La Celle (Allier)
 La Celle  es una población y comuna francesa, situada en la región de Auvernia, departamento de Allier, en el distrito de Montluçon y cantón de Marcillat-en-Combraille.

## Demografía
| 608 | 507 | 450 | 436 | 405 | 407 |
| Para los censos de 1962 a 1999 la población legal corresponde a la población sin duplicidades (Fuente: INSEE [Consultar]) |     |     |     |     |     |